# Chat bai
Pardofelis badia
Vous lisez un « article de qualité » labellisé en 2009.  Il fait partie d'un « bon thème ».
Cet article concerne un félin endémique de Bornéo. Pour d'autres « chats », voir Chat (animal) et Chat doré.
Espèce
Statut de conservation UICN

 EN C1 : En danger
Statut CITES
Répartition géographique
Le Chat bai (Pardofelis badia) ou Chat doré de Bornéo est un félin du genre Pardofelis, endémique de l’île de Bornéo. De la taille d’un chat domestique, il ressemble au Chat de Temminck, mais possède un pelage uniforme roux ou gris, avec une longue queue. Il s’agit de l’un des félins les moins connus : aucune donnée sur sa reproduction et son mode de vie n’a jamais été collectée. On suppose qu’il habite les forêts primaires et chasse de petits animaux comme les rongeurs.
Peu connu des populations locales, ce félin n’a longtemps été connu qu’au travers de peaux et crânes détenus par des muséums d’Histoire naturelle. Les données biométriques et morphologiques du Chat bai sont presque entièrement fondées sur un unique spécimen capturé par hasard en 1992 et la première photographie de ce félin à l’état sauvage date de 1998. Depuis lors, la communauté scientifique dispose d’une trentaine de photographies prises au cours des années 2000 grâce à des pièges photographiques.
Le Chat bai est classé par l’UICN comme une espèce "En danger". Il est protégé sur l’ensemble de son aire de répartition. Les principales menaces pesant sur l’espèce sont le braconnage et la déforestation. Il est inclus dans le programme de recherche Bornean Wild Cat and Clouded Leopard Project dont le but est de fournir des données comportementales et écologiques sur les félins de Bornéo et devrait, à terme, bénéficier d’un plan de protection.

## Description

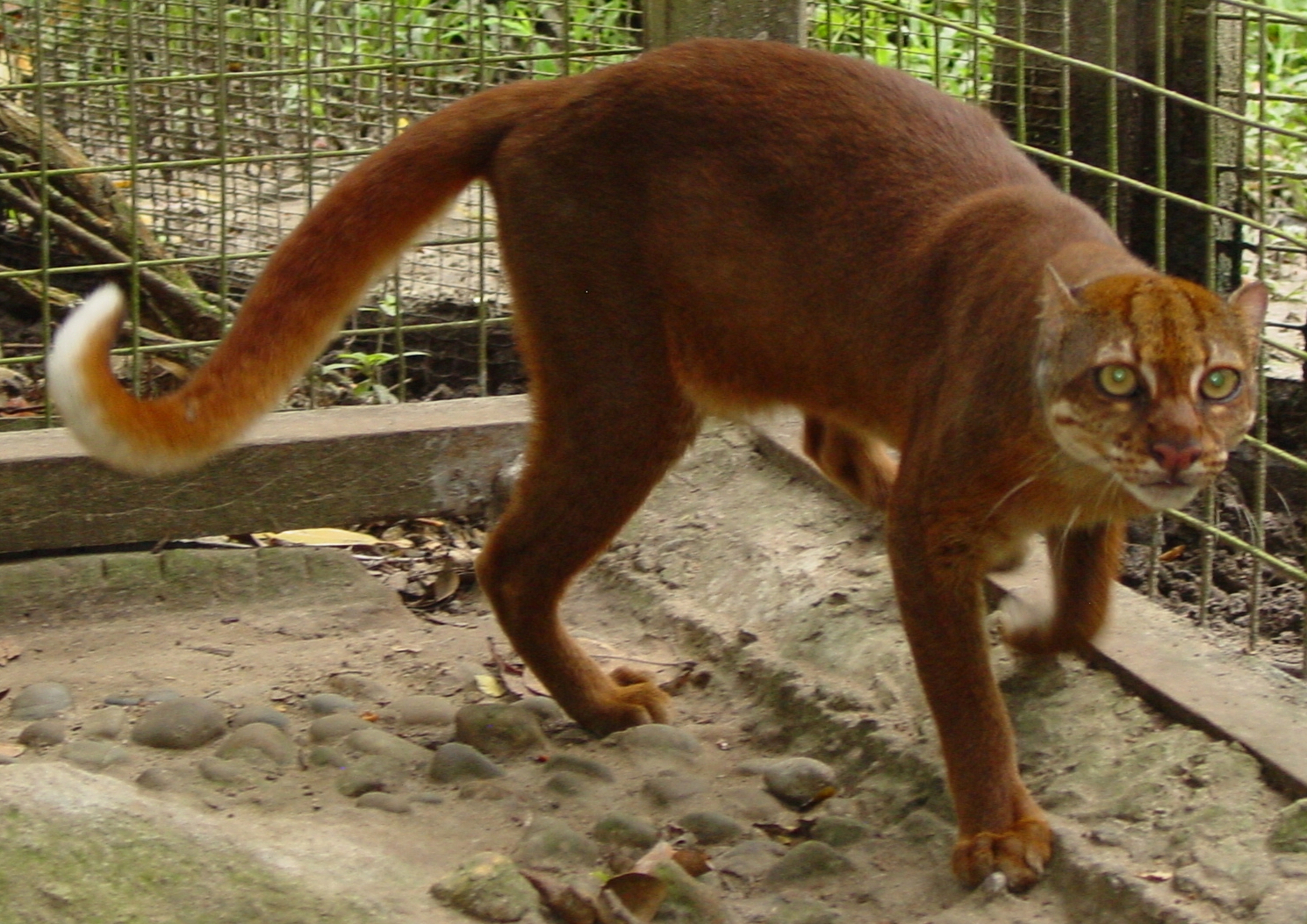
Forme rousse du Chat bai.

La robe du Chat bai existe sous deux couleurs différentes : une rousse et une grise. Bien que l’hypothèse de départ favorisât la forme rousse plutôt que grise, des recherches ont montré qu’il n’y a pas de phase dominante et les deux couleurs peuvent se trouver indifféremment chez un groupe d’individus. Quelques traces de taches peuvent être notées sur le corps. Le ventre est plus clair, légèrement tacheté. Le dessous de la queue est caractérisé par une longue marque de couleur blanchâtre qui s’étend de la base au milieu de la queue.
La tête est de forme arrondie. Le revers des oreilles, placées assez bas sur le crâne, est gris foncé et ne porte pas de tache blanche au milieu. Une rayure part du côté externe de chaque œil vers le front et des rayures peu visibles traversent horizontalement les joues. À l’arrière du crâne, des marques forment la lettre M. La dentition se caractérise par une première prémolaire supérieure de petite taille, avec une tête arrondie et une unique racine.
Le corps avec la tête mesure de 50 à 69 cm, tandis que la queue atteint les 35 à 43 cm. La longueur totale est estimée à 85 cm environ et la hauteur à l’épaule, proche de celle du chat domestique, est de 28 à 30 cm. Le poids du Chat bai est estimé à deux à quatre kilos.

## Taxinomie

### Description originale

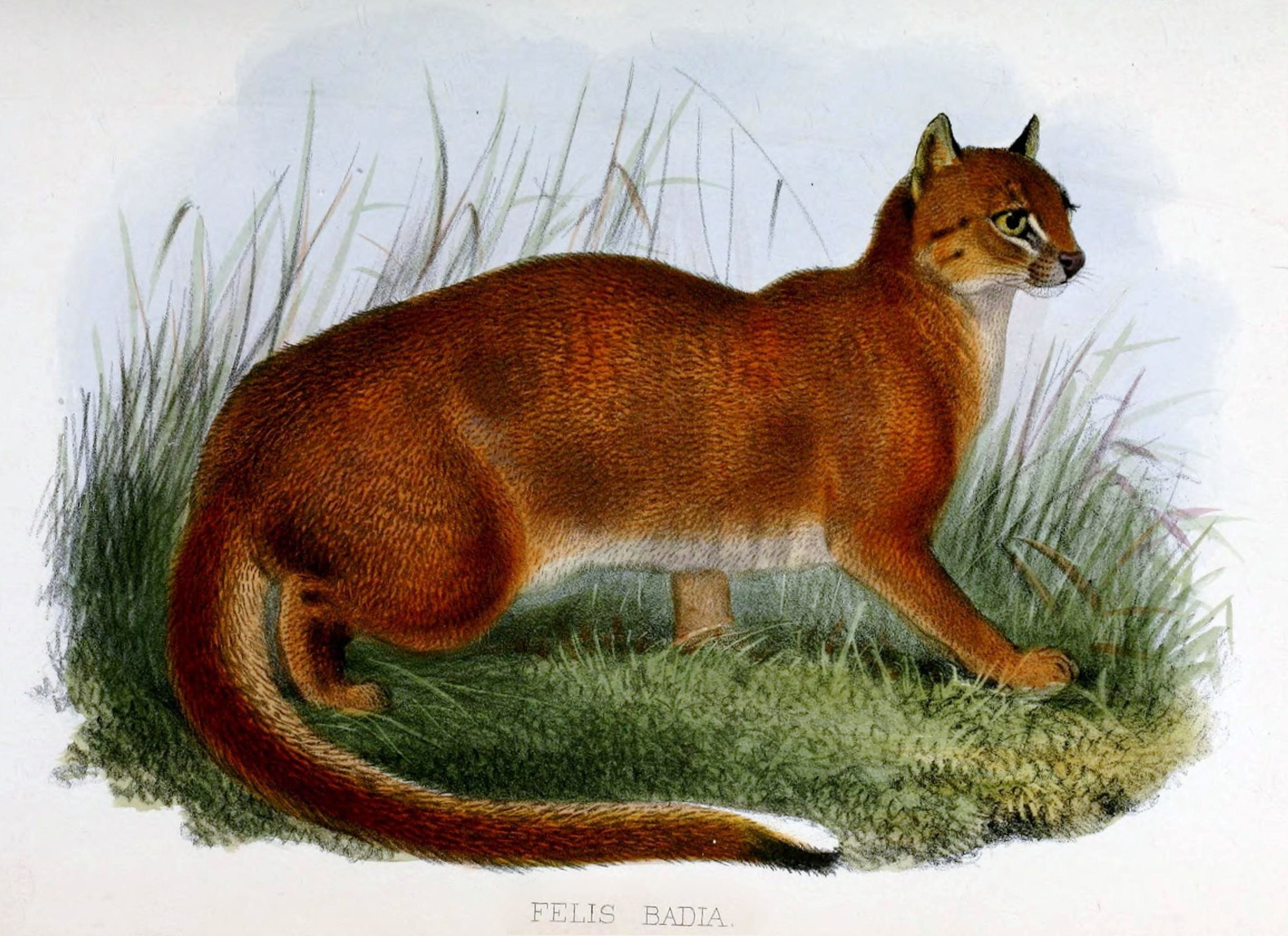
Premier dessin du Chat bai, accompagnant la description originale par J.E. Gray, en 1874.

Le premier spécimen de Chat bai est collecté au Sarawak par Alfred Russel Wallace en 1855 et rejoint la collection du British Museum l'année suivante. Cet holotype étant mal préservé, il est enregistré sous le nom latin de Felis planiceps, alors l'équivalent de Prionailurus planiceps, nom scientifique du Chat à tête plate. Il est ensuite traité comme un petit Chat de Temminck mais l'étude du crâne invalide cette hypothèse. John Edward Gray le considère alors comme une nouvelle espèce, mais attend d'en connaître plus au sujet de l'animal pour le décrire officiellement. Au bout d'une vingtaine d'années, en 1874, il prend le parti de décrire l'espèce sous le protonyme de Felis badia et ce à partir d'un seul holotype, endommagé. Les spécimens suivants ne seront récoltés qu'en 1888 puis en 1894.

### Évolution de l'espèce
Le physique du Chat bai est très proche de celui du Chat de Temminck (Pardofelis temminckii). De plus, des études menées sur les crânes des deux espèces ainsi que des comparaisons génétiques ont montré qu’elles étaient très proches. L’aire de répartition du Chat de Temminck inclut l’île de Sumatra, qui ne s’est séparée de Bornéo que depuis 10 000 à 15 000 ans. Ces diverses observations ont conduit à l’hypothèse que le Chat bai est une sous-espèce insulaire du Chat de Temminck.
Toutefois, des travaux menés en 2007 ont montré que les félins ont divergé en huit lignées. Les Pardofelis en composent la deuxième lignée qui a divergé il y a 9,4 millions d’années. Le Chat de Temminck et le Chat bai se sont différenciés il y a quatre millions d’années, bien avant la séparation des îles de la Sonde : les deux félins forment bien deux espèces différentes,. Ces deux chats étaient les seuls représentants du genre Catopuma, et ont été déplacés depuis 2008 dans le genre Pardofelis avec le Chat marbré (Pardofelis marmorata).
Arbre phylogénétique du genre Pardofelis
|  | Pardofelis marmorata - Chat marbré                                                                       |
|  | |
|  | \| \| Pardofelis temminckii - Chat de Temminck \| \| \| \| \| \| Pardofelis badia - Chat bai \| \| \| \| |
|  | |
|  | Pardofelis temminckii - Chat de Temminck                                                                 |
|  | |
|  | Pardofelis badia - Chat bai                                                                              |
|  | |

|  | Pardofelis temminckii - Chat de Temminck |
|  |                                          |
|  | Pardofelis badia - Chat bai              |
|  |                                          |

## Comportement
On sait peu de choses sur son comportement. Il est réputé féroce et vit probablement en solitaire. Il se nourrit de petits mammifères tels les rats ou les souris, mais aussi d’insectes, de singes et d’oiseaux. Il est probablement charognard à ses heures et peut s’attaquer à des proies plus grosses que lui. On pense qu’il chasse au sol. Il est apparemment diurne, avec un pic d’activité à l’aube.

## Chorologie

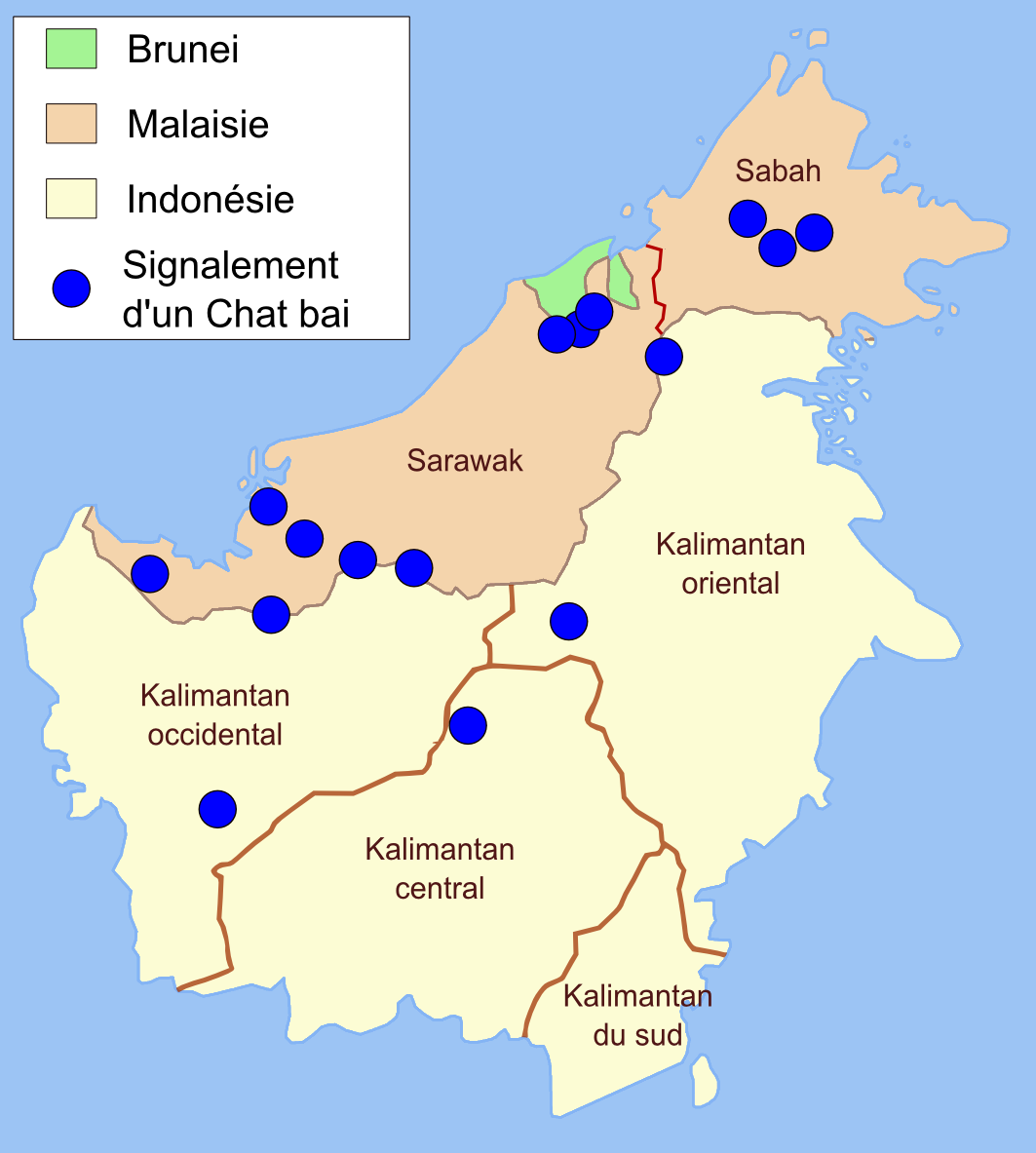
Carte de signalements de la présence du Chat bai récoltés depuis 1855.

### Aire de distribution
Le Chat bai est endémique de l’île de Bornéo. On l’a aperçu dans les deux États malaisiens de Sarawak et de Sabah, sur la pointe nord et nord-ouest de l’île. Dans les provinces indonésiennes du Kalimantan, les rencontres sont concentrées sur le centre de l’île.

### Habitat
Le Chat bai a le plus souvent été observé dans les forêts primaires, notamment les forêts de diptérocarpacées. Quelques signalements ont été faits dans les forêts secondaires de diptérocarpacées et un seul dans une mangrove. La plupart des observations ont été faites sur les hauteurs de Bornéo et, bien qu’il puisse s’agir d’un biais de sélection, près d’un cours d’eau. Le Chat bai est capable de survivre et de recoloniser les forêts modifiées par l’abattage sélectif, mais avec une possible réduction de sa densité de population.
On pourrait le trouver jusqu’à 500 à 900 mètres d’altitude. Il est possible que le Chat bai puisse vivre jusqu’à 1 800 mètres, mais l’unique observation sur le mont Kinabalu n’a jamais été confirmée.

### Menaces et protection
Les effectifs du Chat bai à l’état sauvage sont inconnus, probablement faibles. En 2014, la population sauvage est estimée à moins de 2 200 individus adultes. Le trafic routier semble être une cause de mortalité, mais les principales menaces sont le braconnage alimentant les trafics de fourrure et d’animaux de compagnie, et la déforestation. La rareté du Chat bai et sa protection partielle par la CITES en fait un félin très recherché par les braconniers : exporter un Chat bai est une opération facile et très rentable car un spécimen vivant peut se vendre pour plus de 10 000 dollars à des zoos étrangers.
Il est légalement protégé sur l’ensemble de son aire de répartition. Le Chat bai est placé en annexe II de la CITES depuis 1977 ce qui signifie que son commerce est simplement contrôlé, mais ni interdit, ni soumis à autorisation. Il est considéré comme « En danger » (EN) depuis 2002 par l’Union internationale pour la conservation de la nature (UICN). Les efforts de conservation sont peu importants, et le plus souvent tournés vers d’autres espèces plus emblématiques.
Le Chat bai n’a jamais été élevé en captivité, mais plusieurs captures fortuites ont eu lieu. Un premier Chat bai est capturé par des piégeurs en 1992 ; la capture n’était due qu’au hasard. C’était une femelle rapportée mourante au Musée de Sarawak qui ne pesait que 1,95 kg et mourut rapidement. La première photo d’un Chat bai est exécutée grâce à la capture d’un spécimen en 1998. En 2000, deux chats bais capturés par des piégeurs devaient être envoyés à un centre de reproduction en Amérique du Nord, mais meurent avant de pouvoir passer la frontière. Une femelle est récupérée par le Semenggoh Wildlife Rehabilitation Center à la suite d'une tentative ratée de trafic, mais meurt peu de temps après d’une pneumonie en 2003 ; le corps est rapidement incinéré par les services vétérinaires. En décembre 2003, deux Chats bais, un mâle et une femelle, sont capturés par accident. Les deux félins s’approvisionnaient dans une volière et y avaient capturés des faisans. La femelle meurt rapidement et le mâle, qui a tout de même pu être observé par des scientifiques, est relâché en 2005,.

## Le Chat bai et l'homme

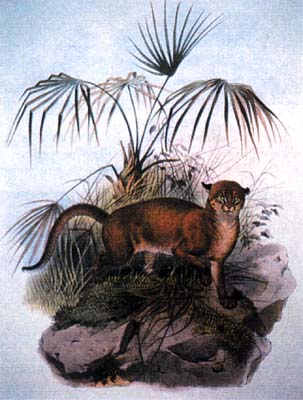
Représentation d’un Chat bai par William Jardine.

### Connaissance limitée des populations locales
À deux reprises, on a signalé que les couvre-chefs de cérémonie des Dayaks au nord-est du Kalimantan comportaient de la fourrure de Chat bai.
L’île de Bornéo abrite cinq espèces de félins. Des photos de ceux-ci ont été présentées dans les villages de Sabah et de Sarawak et seul le Chat bai n’a pas été reconnu. Cependant, les trappeurs connaissent la rareté de ce félin.

### Des preuves de présence ténues
Le Chat bai reste très méconnu. Pendant très longtemps, seuls sept spécimens collectés entre 1855 et 1928 attestaient l’existence du Chat bai, leurs peaux et crânes étaient disséminés dans des muséums d’Histoire naturelle. En 2006, le total était de deux spécimens détenus par le muséum de Sarawak, et huit dans des musées européens et américains. Le premier Chat bai capturé en 1992 fut congelé jusqu’à son authentification formelle par des scientifiques ; des tissus et des échantillons sanguins furent prélevés pour la première fois,. La plupart des observations morphologiques faites à propos du Chat bai ont été faites à partir de ce spécimen.
Il a été pris pour la première fois en photo à l’état sauvage en 1998,. Des photographies ont été prises au parc national de Mulu et au sanctuaire sauvage de Lanjak-Entimau en 2003, ce qui a permis de relancer la recherche sur ce félin, qu’on pensait disparu. De nouvelles photographies, issues de pièges photographiques ont étayé les recherches le 17 octobre 2005, puis en 2008, portant le nombre total des photographies dans la nature à trente-deux.

### Différentes recherches effectuées

Logo du Bornean Wild Cat and Clouded Leopard Project représentant une Panthère nébuleuse.

Des recherches approfondies sur le Chat bai ont été menées entre mars 2003 et avril 2006. Les moyens d’investigation incluaient la mise en place de pièges photographiques, des observations sur le terrain, des interviews auprès des villageois, des chasseurs et des chercheurs locaux, et enfin la recherche de l’ensemble des données disponibles sur le sujet. Durant ces trois ans et un mois de recherche, quinze observations fiables du félin ont été rapportées : il s’agissait à chaque fois de rencontres dues au hasard. Enfin, sur 5 034 photographies prises par les pièges photographiques, une seule montrait un Chat bai. Les auteurs recommandent de passer le Chat bai en Annexe I de la CITES.
Le Bornean Wild Cat and Clouded Leopard Project est un projet de recherche dont le but est d’étudier conjointement les cinq espèces de félins de l’île de Bornéo, dont les mœurs ne sont pas bien connues. Les connaissances acquises durant ce projet doivent permettre de mieux comprendre le comportement et l’écologie de ces félins et de situer leur réponse à des environnements modifiés par l’exploitation forestière. Le projet permet également aux scientifiques et étudiants locaux de se familiariser aux recherches sur le terrain et de sensibiliser la population locale à la protection de leur faune. À terme, le Bornean Wild Cat and Clouded Leopard Project devrait proposer un programme de conservation des félins sauvages de Bornéo.
L’aire d’étude est fixée sur la Danum Valley Conservation Area, une forêt de diptérocarpacées du territoire de Sabah dont une partie est modifiée par l’abattage sélectif depuis les années 1960. Les recherches sont basées sur des pièges photographiques et la capture d’individus afin de les équiper d’un collier émetteur. Commencé en 2007, le projet a duré trois ans et a permis de tripler le nombre de photographies de Chat bai et de lever certaines interrogations sur son comportement et son physique ; les chercheurs espèrent pouvoir évaluer la densité de population du Chat bai grâce aux photographies. La première vidéo de ce félin, d’une durée de sept secondes, est également obtenue par le projet en novembre 2009.